# Cyphoma signatum
Cyphoma signatum är en snäckart som beskrevs av Henry Augustus Pilsbry och McGinty 1939. Cyphoma signatum ingår i släktet Cyphoma och familjen Ovulidae. Inga underarter finns listade i Catalogue of Life.